# الحبيب القزدغلي
الحبيب القزدغلي هو أستاذ جامعي في التاريخ المختص في المسألة اليهودية في تونس وأحد مناضلي حركة التجديد وعميد كلية الآداب والفنون والإنسانيات بمنوبة عُرف بقضية المنقبات في كلية الآداب بمنوبة والتي تسمى أيضا بحادثة العلم. قضت المحكمة الابتدائية في ولاية منوبة بعدم سماع الدعوى وبسجن طالبتين منقبتين لشهرين لكل منهما مع تأجيل التنفيذ.
في أفريل 2023 جرّدته جامعة منوبة من صفة أستاذ مميّز التي كانت تعتزم إسنادها له في فترة قادمة. وذلك إثر مشاركة مرتقبة له ضمن عدد من الجامعيين التونسيين في مفي ندوة من تنظيم جمعية يهود تونس بالتعاون مع جامعات إسرائيلية وبمشاركة عدد من الأساتذة من الاحتلال الإسرائيلي، والتي أثارت ضجة واسعة في تونس.
في المقابل، عبّر الحبيب الكزدغلي عن استغرابه من اتخاذ المجلس العلمي لجامعة منوبة هذا القرار دون دعوته للحديث معه والاستفسار منه، معتبرًا أنه قرار اتُّخذ دون أي حكمة أو إعمال عقل، حسب تقديره.
وأضاف، في مداخلة له على إذاعة "شمس أف أم" (محلية)، أن "البلاد أصبح يحكمها فيسبوك، وفيسبوك يثير الفتنة"، معتبرًا أن هناك "حملة ضده تقوم الضغط وإثارة قضايا مفتعلة في تسييس غير مسبوق للجامعة"، وفق تصوره.

## مؤلفاته
- "اللجنة التونسية للحرية والسلم: من الإجماع إلى الاختلاف"، البلاد التونسية في فترة ما بعد الحرب (1945-1950)، منشورات المعهد الأعلى لتاريخ الحركة الوطنية، تونس 1991
- تطور الحركة الشيوعية بتونس 1919/1943، تقديم: علي المحجوبي، سلسلة: التاريخ، مجلد: 3، منشورات كلية الآداب - منوبة، 1992